# Lembrai-vos
Lembrai-vos é uma oração católica, também conhecida como "Memorare" (do nome em latim) ou como "Oração de São Bernardo" (a quem é atribuída a sua autoria).

## O texto da oração

### Em Português
Lembrai-vos, ó piíssima Virgem Maria,
que nunca se ouviu dizer
que algum daqueles que têm recorrido à vossa proteção,
implorado a vossa assistência,
e reclamado o vosso socorro,
fosse por Vós desamparado.
Animado eu, pois, com igual confiança,
a Vós, ó Virgem entre todas singular,
como à Mãe recorro, de Vós me valho e,
gemendo sob o peso dos meus pecados,
me prostro a vossos pés.
Não rejeiteis as minhas súplicas,
ó Mãe do Verbo de Deus humanado,
mas dignai-Vos de as ouvir propícia,
e de me alcançar o que vos rogo.
Amém.

### Em Latim
MEMORARE, O piissima Virgo Maria,
non esse auditum a saeculo,
quemquam ad tua currentem praesidia,
tua implorantem auxilia,
tua petentem suffragia,
esse derelictum.
Ego tali animatus confidentia,
ad te, Virgo Virginum, Mater, curro, ad te venio,
coram te gemens peccator assisto.
Noli, Mater Verbi, verba mea despicere;
sed audi propitia et exaudi.
Amen.